# 舟歌 (ショパン)
『舟歌』（ふなうた、Barcarole）嬰ヘ長調 作品60は、フレデリック・ショパンが1846年に作曲・出版したピアノ独奏曲。シュトックハウゼン男爵夫人に献呈。

## 解説
嬰ヘ長調、Allegretto、三部形式。
通常の舟歌は無言歌集 (メンデルスゾーン)#第2巻 作品30にあるように2拍子系の8分の6拍子であるが、4拍子系の8分の12拍子である。

嬰ト短調－嬰ハ長調－主調と調性不安定な和声進行で始まり、休止のあと主題が始まる。左手の特徴的なリズムの上に右手が3度や6度の和声で叙情的にメロディを演奏する。

中間部では一旦平行短調（嬰ヘ短調）で導入するが、対立や発展というより主部と同じ様な主題が転調反復される。イ長調の進行。しかし時に嬰ト長調（変イ長調）のアルペッジョを取り入れて節目をつけている。

モノフォニーの嬰ハ長調レチタティーヴォが現れ、音階進行とトリルの後、主題が左手オクターヴ奏法に乗って再現する。

最後は調性不安定な半音階の後に6度の和声で主調が回想され、下降音階が華々しく締めくくる。